# Spin (kommunikation)
 For alternative betydninger, se Spin. (Se også artikler, som begynder med Spin)
Spin kommer oprindeligt af det engelske ord, som betyder at snurre rundt, og er en overskrift for en lang række kommunikationsværktøjer, som er med til at dreje et budskab i en bestemt retning.
I dag har enhver større politiker med respekt for sin karriere i politik, samtlige partier samt de fleste store virksomheder, en spindoktor (ved ansættelse i danske ministerier kaldet særlig rådgiver) ansat til udelukkende at beskæftige sig med at spinne. Men spin forekommer også i mange dagligdags debatter og i hjemlige skænderier.

## Ordets oprindelse
Udtrykket spindoktor blev formentlig brugt første gang i en ledende artikel i New York Times i 1984,[kilde mangler] i forbindelse med en beskrivelse af de ting, der foregik i presserummene efter en tv-transmission af debatten mellem præsidentkandidaterne Ronald Reagan og Walter Mondale.
Der er delte meninger om, hvor bredt man skal definere spin:[kilde mangler] er spin al strategisk kommunikation, eller er det udelukkende den del af kommunikationen, der går ud på at få en selv, eller ens budskab til at se pænere ud? Den amerikanske journalist Bill Press, definerer spin meget liberalt: ”Det er noget vi alle gør, for at undgå ubehagelige situationer og for at gøre en god figur, men det må aldrig forveksles med løgn.” Løgn anses i forbindelse med spin som en kortsigtet og farlig løsning. 
Spin er muligvis ikke særlig smukt, eller ædelt, men spin er sjældent løgn.[kilde mangler] Fortalerne mener, at man ikke kan komme uden om spin, da den ultimative sandhed eller virkelighed ikke findes.[kilde mangler] Marianne Jelved kaldte fx spin for "kampen om virkeligheden". Modstanderne mener, at spin er ren og skær manipulation og propaganda, og som sådan en trussel mod demokratiet.[kilde mangler]

## De mest almindelige former for spin
[kilde mangler]

### Mediehåndtering
- Pressemøder
- Pressemeddelelser
- Officiel og privat kontakt til medier og mediefolk
- Døgnovervågning af medierne.
- Solohistorier: begunstige et medie med en god historie, mod en bestemt vinkling af denne.
- Mobning: sanktioner mod journalister i form af trusler eller f.eks. klagebreve til chefredaktøren.

### Forskellige former for afledning
- Gå efter manden, i stedet for at debattere budskabet.
- Intimidere (Dette kunne f.eks. være at kalde dem som er uenige med én selv, for tosser).
- Flytte fokus.
- Gentage et forberedt budskab (vedkommende svarer ikke på spørgsmålet, men gentager i forskellige vendinger det samme budskab).
- Benægte fakta, så debatten kommer til at dreje sig om at genfremsætte disse.
- Tale forvirrende eller uklart (jf. f.eks. Poul ”uld-i-mund” Nyrup).

- Bruge latterliggørende metaforer (fx begrebet smagsdommeri som metafor for forskellige menneskers ytringer)
- Skabe en meningsforskydning.
- Ændre ord, så noget skidt lyder pænere, eller noget godt lyder dårligt, alt efter hvor man vil køre debatten hen (Nysprog).
- Benægtelse, derefter bekræftelse (Det er ikke for at være dommedagsagtig men (indsæt her en moderat dommedagsprofeti)/ det er ikke for at stresse dig men ... / det er ikke for at forstyrre dig men ...).

### Fragmentering af budskabet
- Generalisering.
- Fra del til helhed eller omvendt .
- Citere brudstykker, taget ud af budskabets rette sammenhæng.
- Bruge metaforer.

### Omgåelse af sandheden
- Benægtelse, uden at det er det (I did not have sexual relations with that woman, Ms. Lewinsky! Bill Clinton mente det han sagde, eftersom han definerede et seksuelt forhold meget snævert).
- Udeladelse af væsentlige fakta.
- Vende problematikken på hovedet, så noget skidt fremgår som noget godt (Et politisk eksempel: Venstre mister fire mandater ved folketingsvalget 2005, men regeringen bevarer magten. Venstre proklamerer rettidigt, at valget var en succes, og at vælgerne har vist, at de vil fortsætte med denne regering, hvilket den bevarede regering tydeligt indikerer. Den samlede regering, V og K, mistede to mandater. Samtidig understreges Socialdemokraternes store valgnederlag, som bestod i at S mistede et mandat mere end V, nemlig i alt fem mandater.)
- Implikaturer, at sige noget uden at ytre det (Spørgsmål: Er Jens dygtig til dansk? Svar: Han har skrevet alle sine stile)

### Tavshed
- Helt undlade at kommentere eller svare på diverse kritikpunkter. Hvis man bare er lukket land for spørgsmål er der ingen basis for dialog eller diskussion. Og det kan effektivt sætte en stopper for al videre debat.

### Damage control – metoder til at slippe ud af en dårlig sag
- Firebreaking: Konstrueret afledningsmanøvre for at fjerne fokus fra en ubehagelig sag.
- Informations slowdown: Man trækker tiden ud ved at forsinke mundtlige og skriftlige oplysninger.
- Informationsoverbelastning: Spredning af så mange informationer at de kritiske informationer drukner.
- Informationsminimering: Forsinkelse af f.eks. aktindsigt.
- Informationsstop: Intet svar – ingen kommentarer – ingen reaktion.
- Blacklistning: Total udelukkelse af en journalist eller et medie.
- Modoffensiv: Udformning af klagebreve til chefredaktør eller ejer.
- Negativ kampagnepolitik: Undergravning af modpartens troværdighed.
- Virus Campaigning: Lynspredning af rygter eller negative historier om modparten over internettet.
- Mundtlig bagtalelse: af modparten til udvalgte journalister.
- Bevidst vildledning: Kombination af metoder der tilsammen skaber et fordrejet billede af modparten.
- Nyhedstiming: At lække dårlige nyheder på tidspunkter hvor medierne er fokuseret på andre store hændelser (Katastrofer, topmøder mm). Det mest berømte eller berygtede eksempel på dette forekom, da en pressemedarbejder i et af de britiske ministerier, Jo Moore, den 11. september 2001 udsendte en e-mail til sine kolleger om, at denne dag var velegnet til at udsende meddelelser om det, man i virkeligheden ønskede at begrave. E-mail'en nåede pressen, og Jo Moore måtte trække sig fra sin stilling.

### Proaktivt spin – spin før stormen
- Prøveballon: med henblik på at afgøre om en given strategi eller et givent politisk initiativ bør fremføres i offentligheden afdækkes det i passende grad over for offentligheden eller over for en fokusgruppe.
- Nedjustering af forventninger: man nedtoner før en forestående offentliggørelse af et givent politisk initiativ, forventningerne til omfanget af dette initiativ og opnår derved at initiativet virker mere omfangsrigt og sensationelt ved dets offentliggørelse.
- Opjustering af forventninger: man opskruer offentlighedens forventninger til et politisk initiativ, som oftest i led med en valgkampagne hvor man gerne ser vælgerkorpsets forventninger til ens egne politiske udspil højere end til modstandernes.

### Aktivt spin
- Bære ved til bålet: at holde liv i historier der er belastende for ens modstandere.
- Milking a story: at holde liv i historier der er til egen fordel.
- Instant rebuttal: øjeblikkelig tilbagevisning af negativ omtale, vha. modsvar i diverse medier.
- Pseudo-begivenheder: begivenheder skræddersyet til medierne, hvor en politiker f.eks. besøger plejehjem eller børnehaver.

#### Grovere former for aktivt spin
- Ghostwriting: Præfabrikeret materiale, skrevet som kom det fra avisens eller mediet selv
- Event-Reaction-Solution: Man vil indføre en kontroversiel lov: man skaber  (Eventmaking) eller forstørrer et problem for at fremprovokere en reaktion, og kommer så med en præfabrikeret løsning, som indeholder den kontroversielle lov man havde i tankerne.
- Balancere oppositionen: At plante en falsk modstander, som ter sig så dumt at alle begynder at argumentere imod ham, og det fremmer ens egen sag.
- Astroturfing: optrædener i medier, affattelse af læserindlæg mv. af repræsentanter for fiktive græsrodsbevægelser, foreninger mv. som forfægter ens egne synspunkter, herved opnår man at synspunkterne, i offentlighedens øjne synes at have stor tilslutning, og derved gøres synspunkterne mere spiselige for offentligheden.

## Historisk
Spin er ikke et nyt fænomen. Det har bare heddet noget andet.[kilde mangler] Allerede i 1500-tallet skrev Niccolò Machiavelli en bog Fyrsten, som handlede om hvordan man strategisk skulle forholde sig til forskellige situationer, for at få mest muligt ud af dem. For cirka 2000 år siden blev den tids bedste digtere, Virgil og Horats, hyret af Kejser Augustus til at skrive rosende vers om ham. Så praktisk udført spin kan føres helt tilbage til Romerriget.[kilde mangler] Spin har formentlig eksisteret så længe mennesket har kommunikeret.[kilde mangler]